# Li tre amanti ridicoli
Li tre amanti ridicoli és una òpera en tres actes composta per Baldassare Galuppi sobre un llibret italià d'Antonio Galuppi. S'estrenà al Teatro San Moisè de Venècia el 18 de gener de 1761.	

A Catalunya, s'estrenà el 1770 al Teatre de la Santa Creu de Barcelona.